# Veselin Petrović
Veselin Petrović (in serbo Веселин Петровић?; Sarajevo, 1º luglio 1977) è un ex cestista e allenatore di pallacanestro serbo.

## Carriera
Con la Jugoslavia ha disputato i Campionati europei del 2001.

## Palmarès

### Giocatore
- YUBA liga: 1

Partizan Belgrado: 2001-02
- Campionato belga: 5

Ostenda: 2005-06, 2006-07, 2011-12, 2012-13, 2013-14
- Coppa di Jugoslavia: 3

FMP Železnik: 1997
Partizan Belgrado: 2000, 2002
- Coppa di Serbia e Montenegro: 1

FMP Železnik: 2003
- Coppa del Belgio: 4

Ostenda: 2008, 2010, 2013, 2014